# Langnow
Langnow ist ein bewohnter Gemeindeteil im Ortsteil Boddin-Langnow der amtsfreien Gemeinde Groß Pankow (Prignitz) im Landkreis Prignitz in Brandenburg.

## Geografie
Der Ort liegt 3 Kilometer ostnordöstlich von Boddin, 16 Kilometer südöstlich von Groß Pankow und 28 Kilometer östlich von Perleberg.
Nachbarorte sind Bölzke im Norden, Hoheheide und Heidelberger Mühle im Nordosten, Heidelberg im Osten, Blumenthal und Buchhorst im Südosten, Breitenfeld im Süden, Schönebeck und Boddin im Südwesten sowie Sarnow im Nordwesten.

## Geschichte
Das Dorf war bis zum 24. Juli 1952 eine Gemeinde im Landkreis Ostprignitz und kam anschließend zum Landkreis Pritzwalk. Am 1. April 1974 wurde es nach Boddin-Langnow eingemeindet und dort ein Ortsteil. Seit dem 31. Dezember 2002 ist der Ort, durch den Zusammenschluss von Boddin-Langnow und 13 weiterer Gemeinden, ein bewohnter Gemeindeteil im Ortsteil Boddin-Langnow der Gemeinde Groß Pankow (Prignitz).
Einwohnerentwicklung
| Jahr      | 1875 | 1890 | 1910 | 1925 | 1933 | 1946 | 2006 | 2016 |
| --------- | ---- | ---- | ---- | ---- | ---- | ---- | ---- | ---- |
| Einwohner | 171  | 169  | 146  | 167  | 179  | 266  | 78   | 53   |